# Taxidermia (filme)
Taxidermia é um filme de drama húngaro de 2006 dirigido e escrito por György Pálfi, Zsófia Ruttkay e Lajos Parti Nagy. Foi selecionado como representante da Hungria à edição do Oscar 2007, organizada pela Academia de Artes e Ciências Cinematográficas.

## Elenco
- Csaba Czene - Morosgoványi Vendel
- Gergely Trócsányi - Balatony Kálmán
- Piroska Molnár - Hadnagyné
- Adél Stanczel - Aczél Gizi
- Marc Bischoff - Balatony Lajoska
- István Gyuricza - Hadnagy
- Gábor Máté - Öreg Balatony Kálmán
- Zoltán Koppány - Miszlényi Béla
- Erwin Leder - Krisztián
- Éva Kuli - Leóna
- Lajos Parti Nagy - Dédnagypapa
- Attila Lőrinczy - Pap
- Mihály Pálfi - Baba